# Hjerndrup Sogn
Hjerndrup Sogn er et sogn i Haderslev Domprovsti (Haderslev Stift).
Hjerndrup Sogn hørte til Sønder Tyrstrup Herred i Haderslev Amt. Hjerndrup sognekommune blev ved kommunalreformen i 1970 indlemmet i Christiansfeld Kommune. Efter dens opløsning ved strukturreformen i 2007 kom Hjerndrup til Haderslev Kommune.
I Hjerndrup Sogn ligger Hjerndrup Kirke.
I sognet findes følgende autoriserede stednavne:
- Hjerndrup (bebyggelse, ejerlav)
- Hjerndrupgård (landbrugsejendom)
- Juhlsminde (landbrugsejendom)
- Lamhavegård (landbrugsejendom)

## Afstemningsresultat
Folkeafstemningen ved Genforeningen i 1920 gav i Hjerndrup Sogn 241 stemmer for Danmark, 25 for Tyskland. Af vælgerne var 105 tilrejst fra Danmark, 20 fra Tyskland.